# Ebermannstadt
Ebermannstadt är en stad i Landkreis Forchheim i Regierungsbezirk Oberfranken i förbundslandet Bayern i Tyskland.
Staden ingår i kommunalförbundet Ebermannstadt tillsammans med kommunen Unterleinleiter.